# ガッサンチドリ
ガッサンチドリ（月山千鳥、学名：Platanthera takedae subsp. uzenensis）は、ラン科ツレサギソウ属の地生の多年草。ミヤマチドリを基本種とする変種。

## 特徴
茎の高さは20-30cmになり、ときに40cmに達することもある。葉はふつう3-5個が互生する。一番下の葉が大きく、葉身は卵形から広楕円形で長さ5-7cm、その上部の葉は次第に小さくなるが鱗片状とはならない
花期は7-8月。花は黄緑色から淡黄緑色で、10個前後が総状花序につく。花柄子房の基部に葉状の苞がつき、披針形で、ふつう花より長い。側花弁は背萼片とかぶとをつくるか、背萼片とわずかに離れる。唇弁は長さ3-4mm。距は肉質で太く短く、長さ2.5-4mmで楕円体になり、基部がくびれる。独立種とされたこともある。

## 分布と生育環境
日本固有種。北海道、本州の中部地方以北に分布し、日本海側の高山の林縁や草原に生育する。

## 名前の由来
本種のタイプ標本は山形県月山で採集されたもの。
種小名（種形容語） takedae は、日本の高山植物の研究者である武田久吉 (1883-1972) への献名。亜種名 subsp. uzenensis は、タイプ標本が採集された月山が所在する「羽前産の」の意味。

## 種の保全状況評価
絶滅危惧IB類 (EN)（環境省レッドリスト）
（2017年、環境省。2000年レッドデータブックまでは、絶滅危惧II類(VU)。）

## ギャラリー

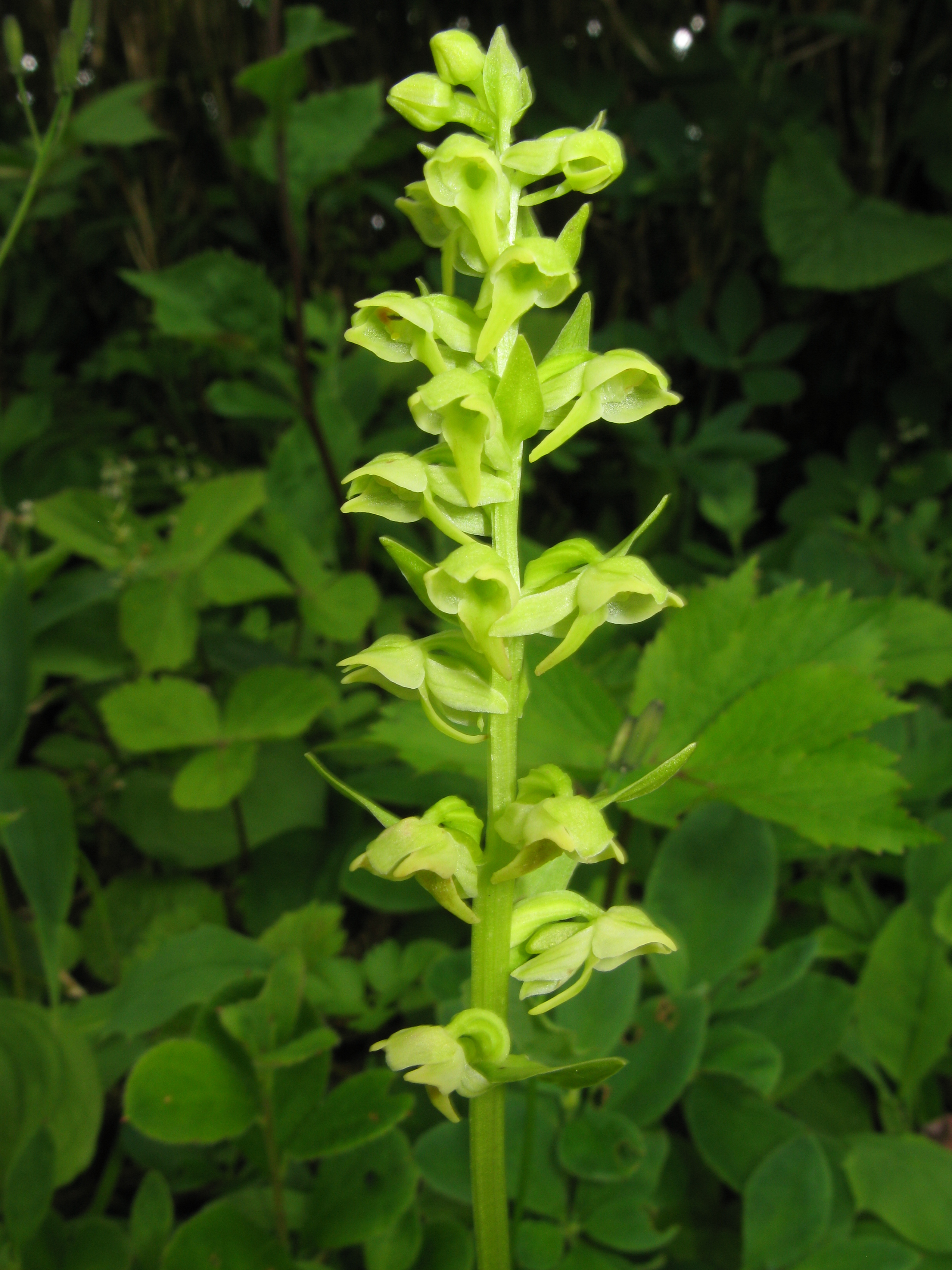
総状花序に淡黄緑色の花を10個前後つける。この個体は花を17個つけている。葉状の苞は花より長い。
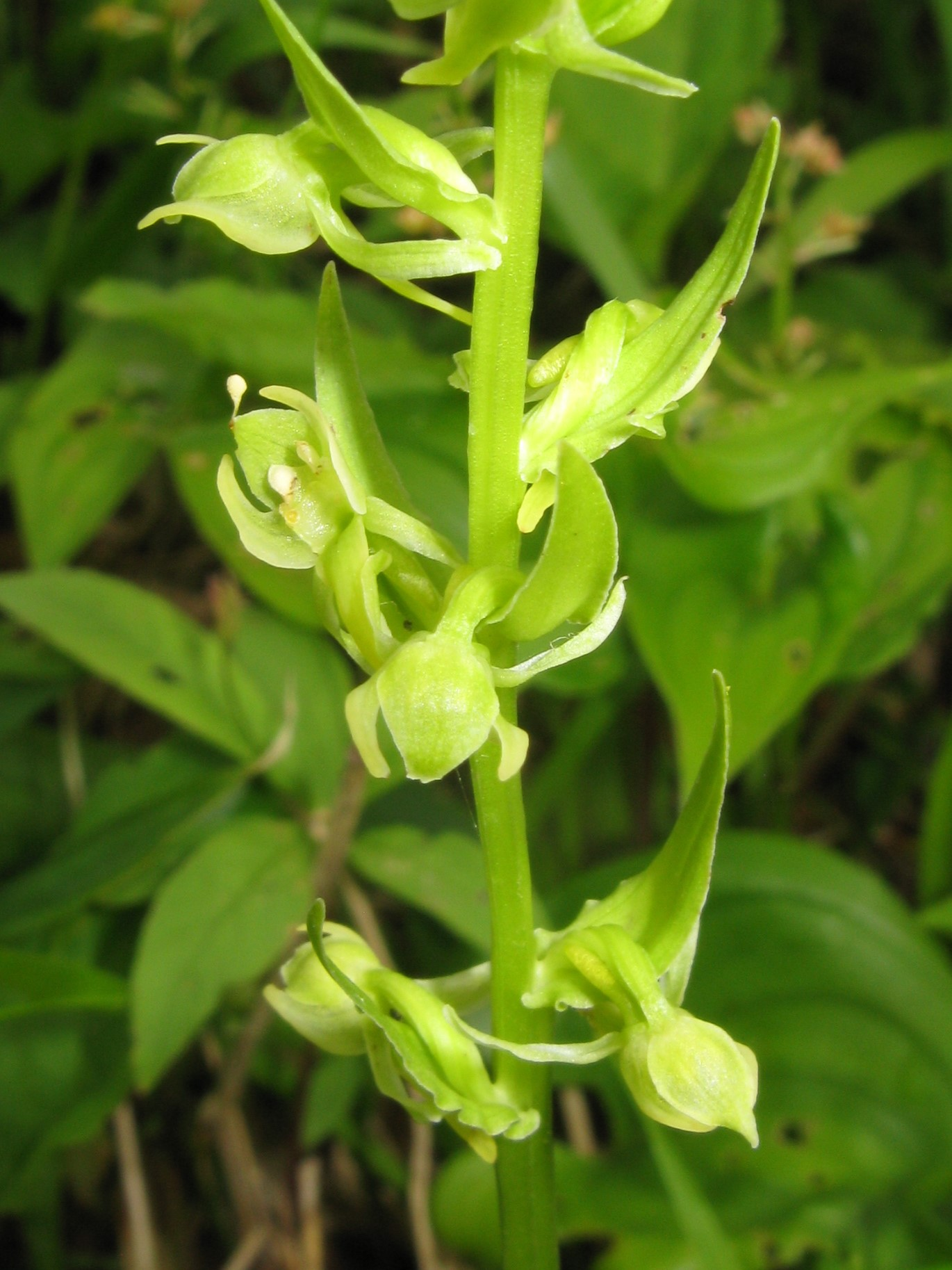
側花弁は背萼片とかぶとをつくるか、背萼片とわずかに離れる。距は肉質で太く、楕円体で基部がくびれる。

## 基本種
- ミヤマチドリ Platanthera takedae Makino[11] - 茎は四角で角に膜状の隆起があり、高さは20cm前後になる。葉は1-2個あり、ふつう最下のものが特に大きい。花は黄緑色で5-15個が総状花序につく。苞は披針形で、ふつう花より長い。唇弁は舌形で、背萼片の長さ3mmより長い。距は長さ1-2mmで短く、円錐形になる。日本固有種。本州中部地方に分布し、亜高山帯の針葉樹林下に生育する[7]。